# Георги Горганов
Георги Петров Горганов е български революционер, деец на Вътрешната македоно-одринска революционна организация.

## Биография
Роден е в 1876 година в костурското село Бобища, тогава в Османската империя. В 1900 година в Бобища е привлечен към ВМОРО. Установява се в България, където също се включва в македонското освободително движение. На 8 септември 1902 година става четник в ревизионната чета на Битолски революционен окръг, начело с Тома Давидов и Христо Настев и навлиза в Македония. Участва в сражението при Оздолени, в което загива Давидов.
По време на Илинденското въстание е войвода на Бобищката чета. С нея участва при превземането на Клисура и превземането на Невеска. Участва и в сражението при Пожарско, Чърновища и Котори. При потушаването на въстанието турците изгарят Бобища, като изгаря и къщата на Горганов, а имотите му са ограбени.
След въстанието емигрира в Свободна България. През 1905 година емигрира в Буенос Айрес, Аржентина, където е един от основателите и впоследствие председател на Македоно-одринското братство.
По време на Балканската война е доброволец в Трета рота на Петнадесета щипска дружина на Македоно-одринското опълчение.
Участва в Първата световна война във II дружина, VII рота, III взвод на VI македонски пехотен полк, а от Беласица е командирован в V полк. След това служи в V батарея във Варна.
На 11 март 1943 година, като жител на Варна, подава молба за българска народна пенсия. Молбата е одобрена и пенсията е отпусната от Министерския съвет на Царство България.